# Wendigo psihoza
Wendigo psihoza, uz još sedam drugih, jedno je od osam najčudnijih mentalnih poremećaja koji postoje. Ovo je ozbiljno stanje u kojem osoba vjeruje kako je opsjeda čudovište zvano Wendigo koje preživljava u ljudskom mesu. Prvi puta ovu riječ koristi oblatski Otac J. Emile Saindon, dok je radio 1920—tih među Cree Indijancima, zapadno od James Baya u Kanadi. . Simptomi su mu znakovi depresije ili neuroze, kronična usamljenost i agresivno i nasilno ponašanje.